# Most Przyjaźni Mjanmańsko-Laotańskiej
Most Przyjaźni Mjanmańsko-Laotańskiej (birm. လာအို-မြန်မာ ချစ်ကြည်ရေးတံတား, laot. ຂົວມິຕພາບ ລາວ-ພະມ້າ) – drogowy most graniczny na rzece Mekong, w pobliżu miejscowości Kenglat, na granicy mjanmańsko-laotańskiej. Most został otwarty 9 maja 2015 roku.
Plany budowy przeprawy nabrały realnych kształtów po wizycie w Mjanmie w lipcu 2011 roku premiera Laosu, Thongsinga Thammavonga. 22 marca 2012 roku podpisano porozumienie pomiędzy obydwoma krajami dotyczące budowy nowego mostu. Następnie ruszyły prace mające na celu znalezienie odpowiedniej lokalizacji dla mostu i przygotowanie jego projektu. Budowa rozpoczęła się oficjalnie 16 lutego 2013 roku i miała potrwać 30 miesięcy. W grudniu 2014 roku połączono obydwa brzegi rzeki. Budowę udało się ukończyć przed planowanym terminem, a oficjalne otwarcie z udziałem prezydentów Mjanmy (Thein Sein) i Laosu (Choummaly Sayasone) miało miejsce 9 maja 2015 roku. Przez most biegnie dwupasmowa droga jednojezdniowa, a także chodniki dla pieszych (po obu stronach drogi). Długość mostu wynosi 691,6 m (360,8 m znajduje się po stronie Mjanmy, 330,8 m po stronie Laosu), a jego szerokość to 10,9 m (szerokość drogi wynosi 8,5 m, każdy z chodników zajmuje dodatkowe 1,2 m). Most oparty jest na żelbetowych filarach, w centralnej części posiada długą na 360 m trójprzęsłową, stalową konstrukcję kratownicową wzniesioną 12 m ponad poziom wody w Mekongu. Jego budowa kosztowała 26 mln $. Jest to pierwszy most, jaki powstał na granicy mjanmańsko-laotańskiej (granicę tę w całości stanowi rzeka Mekong), dzięki czemu powstało pierwsze lądowe przejście graniczne pomiędzy obydwoma krajami. Pod koniec 2018 roku przejście to zostało otwarte także dla obywateli państw trzecich (wcześniej przekraczać je mogli jedynie obywatele Mjanmy i Laosu).